# Teleangectasia essenziale generalizzata
La teleangectasia essenziale generalizzata è una sindrome acquisita caratterizzata dallo sviluppo di estese teleangectasie agli arti inferiori.

## Epidemiologia
La prevalenza e l'incidenza sono sconosciute. Il quadro esordisce solitamente nei bambini o nei giovani adulti e circa il 75% degli individui affetti è di sesso femminile.

## Eziologia
L'eziologia e la patogenesi di questa sindrome sono sconosciute. Si sospetta che i raggi UV e alterazioni ormonali siano implicate nel suo sviluppo.

## Istologia
Si riscontra dilatazione dei capillari e delle venule del plesso sottopapillare. Epidermide e derma non presentano alterazioni patologiche.

## Clinica
Il quadro esordisce con piccole teleangectasie lineari da rosa a rosse che nel corso del tempo si estendono confluendo tra loro e formando grandi chiazze non sanguinanti. Si localizzano prevalentemente agli arti inferiori ma possono estendersi su buona parte della superficie cutanea ed interessare anche le mucose, compresa la congiuntiva. Alla diascopia le lesioni scompaiono. Dopo un periodo di progressiva estensione tendono a rimanere immutate per il resto della vita. È generalmente asintomatica ma certi pazienti lamentano intorpidimento e formicolio agli arti interessati.

## Diagnosi
La diagnosi è clinica e si basa sull'aspetto caratteristico e sulla localizzazione delle lesioni. Nei casi dubbi possono essere d'aiuto una biopsia cutanea. La diagnosi differenziale è principalmente con l'angioma serpiginoso, la teleangectasia emorragica ereditaria e la teleangectasia benigna ereditaria.

## Terapia
Si tratta di una condizione benigna. Nei pazienti che desiderano effettuare un trattamento per ragioni cosmetiche si può utilizzare il dye laser pulsato o laser Nd:YAG con risultati variabili a seconda dell'estensione della localizzazione delle lesioni.